# فهرست تیم‌های ملی فوتبال با نام مستعار(کونمبول)
فهرست القاب تیم‌های آمریکای جنوبی زیر نظر کونمبول
| تیم           | نام مستعار        | یادداشت | Ref.         |
| ------------- | ----------------- | --- | ------------ |
| آرژانتین      | آلبی سلسته        | پرچم آرژانتین دارای ۳ نوار مساوی است، نوار سفید و آبی نشان دهنده ابرهای آسمان و خورشید زرد در وسط است. | [ ۱ ]        |
| بولیوی        | سبز               | در سال ۱۹۵۷، فدراسیون فوتبال بولیوی تصمیم گرفت از یکی از رنگ های موجود در پرچم بولیوی استفاده کند. با توجه به اینکه رنگ قرمز و زرد توسط بسیاری از کشورهای دیگر آمریکای جنوبی استفاده می شد، رنگ سبز به رنگ اصلی تبدیل شد که منجر به نام مستعار "La Verde" ("سبز") شد. | [ ۲ ]        |
| برزیل         | سلسائو            | سلسائوبه در پرتغالی به معنای تیم منتخب است. | [ ۳ ]        |
| شیلی          | لاروخا            | تیم ملی فوتبال شیلی پیراهن قرمز، شورت آبی و جوراب سفید به تن دارد. طرح رنگ قرمز، سفید و آبی از سال ۱۹۴۷ مورد استفاده قرار گرفته است. | [ ۴ ]        |
| کلمبیا        | تولیدکنندگان قهوه | قهوه کلمبیایی به دلیل کیفیت و طعم لذیذش در سراسر جهان مشهور است. | [ ۵ ]        |
| کلمبیا        | سه رنگ            | پرچم ملی کلمبیا نماد استقلال کلمبیا از اسپانیا است که در ۲۰ ژوئیه ۱۸۱۰ به دست آمد. این پرچم سه رنگ افقی زرد، آبی و قرمز است. | [ ۶ ]        |
| کلمبیا (زنان) | دختران پاورپاف    | با اشاره به کارتون محبوب دختران پاورپاف که در آن دختربچه های فوق العاده قدرتمند برای نجات جهان حرکت می کنند. | [ ۷ ] [ ۸ ]  |
| اکوادور       | سه رنگ            | پرچم اکوادور دارای سه رنگ افقی آبی و قرمز است که نشان ملی در مرکز آن قرار گرفته است. | [ ۹ ]        |
| پاراگوئه      | البیروجا          | از پرچم پاراگوئه که سفید و قرمز است. | [ ۹ ]        |
| پاراگوئه      | گوارانی ها        | از اجدادشان. بسیاری از پاراگوئه‌ای‌های امروزی از نوادگان اختلاط اسپانیایی‌ها و گوارانی‌ها هستند. | [ ۹ ]        |
| پرو           | بلانکیروجا        | از پرچم پرو که سفید و قرمز است. | [ ۲ ]        |
| اروگوئه       | لا سلست (المپیک)  | از پرچم اروگوئه که رنگ های آبی آسمانی و سفید دارد. | [ ۲ ] [ ۱۰ ] |
| اروگوئه       | لوس چاروس         | مردم بومی ساکن اروگوئه کنونی. | [ ۲ ]        |
| ونزوئلا       | وینوتینتو         | به دلیل رنگ شرابی سنتی پیراهن هایشان. | [ ۱۱ ]       |
| ونزوئلا       | لوس لانروس        | لانرو یک گله دار در آمریکای جنوبی است. این نام از علفزارهای لیانوس گرفته شده است که غرب و مرکز ونزوئلا را اشغال کرده است. | [ ۲ ]        |